# Stenasellus mongnatei
Stenasellus mongnatei is een pissebed uit de familie Stenasellidae. De wetenschappelijke naam van de soort is voor het eerst geldig gepubliceerd in 2005 door Guy Magniez & Nonn Panitvong.